# Bourbon-Lancy
Pour les articles homonymes, voir Bourbon et Lancy.
Bourbon-Lancy est une commune française située dans le département de Saône-et-Loire en région Bourgogne-Franche-Comté.
Elle est connue, notamment, pour sa station thermale, qui est la dernière encore en activité en Bourgogne avec celle de Saint-Honoré-les-Bains.

## Géographie

### Localisation
Bourbon-Lancy est une petite cité médiévale dans le sud-ouest de la Bourgogne. Elle est située à l’extrémité ouest du département de Saône-et-Loire, à la limite avec l’Allier et la Nièvre. Bourbon-Lancy est à 27 km de Digoin, à 35 km de Moulins et à 55 km de Montceau-les-Mines.

### Voies de communication et transports
La commune est accessible par autocar depuis Moulins (Réseau départemental trans’allier).

### Géologie et relief
Deux unités géologiques existent : le socle primaire du Morvan à l'est et la Limagne tertiaire à l'ouest ; elles sont séparées par une grande dislocation (rupture de couches terrestres) qu'empruntent les sources thermales pour venir au jour.

### Hydrographie
On compte un ruisselet, dit le Borne. La Loire se trouve à trois kilomètres.

#### Les thermes
Les bains de Bourbon-Lancy sont réputés pour soigner les rhumatismes. On compte plusieurs sources chaudes : la Limbe (58 °C) et Saint-Léger, Valois, La Reine et Descures (au-dessus de 45 °C).

### Climat
Pour des articles plus généraux, voir Climat de la Bourgogne-Franche-Comté et Climat de Saône-et-Loire.
En 2010, le climat de la commune est de type climat océanique dégradé des plaines du Centre et du Nord, selon une étude du Centre national de la recherche scientifique s'appuyant sur une série de données couvrant la période 1971-2000. En 2020, Météo-France publie une typologie des climats de la France métropolitaine dans laquelle la commune est exposée à un climat océanique altéré et est dans la région climatique Centre et contreforts nord du Massif Central, caractérisée par un air sec en été et un bon ensoleillement.
Pour la période 1971-2000, la température annuelle moyenne est de 11 °C, avec une amplitude thermique annuelle de 16,6 °C. Le cumul annuel moyen de précipitations est de 895 mm, avec 12,1 jours de précipitations en janvier et 7,5 jours en juillet. Pour la période 1991-2020, la température moyenne annuelle observée sur la station météorologique de Météo-France la plus proche, « Vitry/loire », sur la commune de Vitry-sur-Loire à 9 km à vol d'oiseau, est de 11,5 °C et le cumul annuel moyen de précipitations est de 824,9 mm. 
La température maximale relevée sur cette station est de 42 °C, atteinte le 10 août 2003 ; la température minimale est de −21,5 °C, atteinte le 16 janvier 1985,,.
Les paramètres climatiques de la commune ont été estimés pour le milieu du siècle (2041-2070) selon différents scénarios d'émission de gaz à effet de serre à partir des nouvelles projections climatiques de référence DRIAS-2020. Ils sont consultables sur un site dédié publié par Météo-France en novembre 2022.

## Urbanisme

### Typologie
Au 1er janvier 2024, Bourbon-Lancy est catégorisée bourg rural, selon la nouvelle grille communale de densité à sept niveaux définie par l'Insee en 2022. Isolée, elle consitue une unité urbaine monocommunale,. Par ailleurs, elle est le centre d'une aire d'attraction,. Cette aire, qui regroupe 12 communes, est catégorisée dans les aires de moins de 50 000 habitants,.

### Occupation des sols
L'occupation des sols de la commune, telle qu'elle ressort de la base de données européenne d’occupation biophysique des sols Corine Land Cover (CLC), est marquée par l'importance des territoires agricoles (71 % en 2018), en diminution par rapport à 1990 (72,1 %). La répartition détaillée en 2018 est la suivante : 
prairies (49,2 %), forêts (17,4 %), zones agricoles hétérogènes (12,8 %), terres arables (8,9 %), zones urbanisées (7,8 %), eaux continentales (1,7 %), milieux à végétation arbustive et/ou herbacée (1,2 %), zones industrielles ou commerciales et réseaux de communication (0,8 %). L'évolution de l’occupation des sols de la commune et de ses infrastructures peut être observée sur les différentes représentations cartographiques du territoire : la carte de Cassini (XVIIIe siècle), la carte d'état-major (1820-1866) et les cartes ou photos aériennes de l'IGN pour la période actuelle (1950 à aujourd'hui).

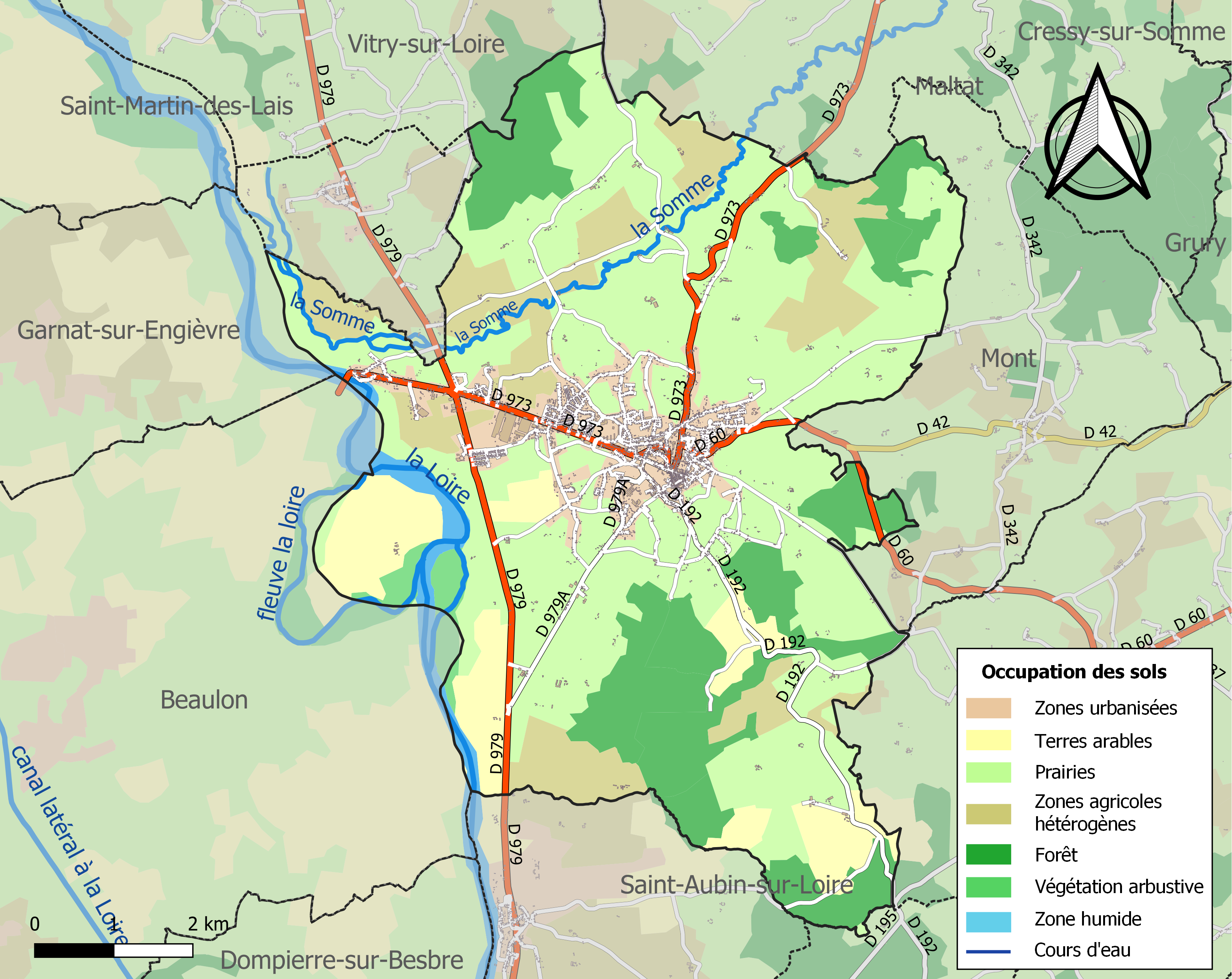
Carte des infrastructures et de l'occupation des sols de la commune en 2018 (CLC).

## Toponymie
Le nom de la commune, composé de Bourbon et de Lancy, a deux origines différentes : le nom de Bourbon viendrait du gaulois borua, de l'ancien français borbe/bourbe comparable à l'occitan borba, « boue, bourbier », tous deux d'origine gauloise avec le mot borba/borva, source bouillonnante, d'où la boue qu'elle produit, de Borvo ou encore Bormanus un surnom d'Apollon qui aurait donné Bourbon mais aussi La Bourboule dans le Puy-de-Dôme ou, dans l'Allier, Bourbon-l'Archambault. Le surnom de Lancy viendrait d'un ancien seigneur nommé Ancellus.

## Histoire

### Antiquité

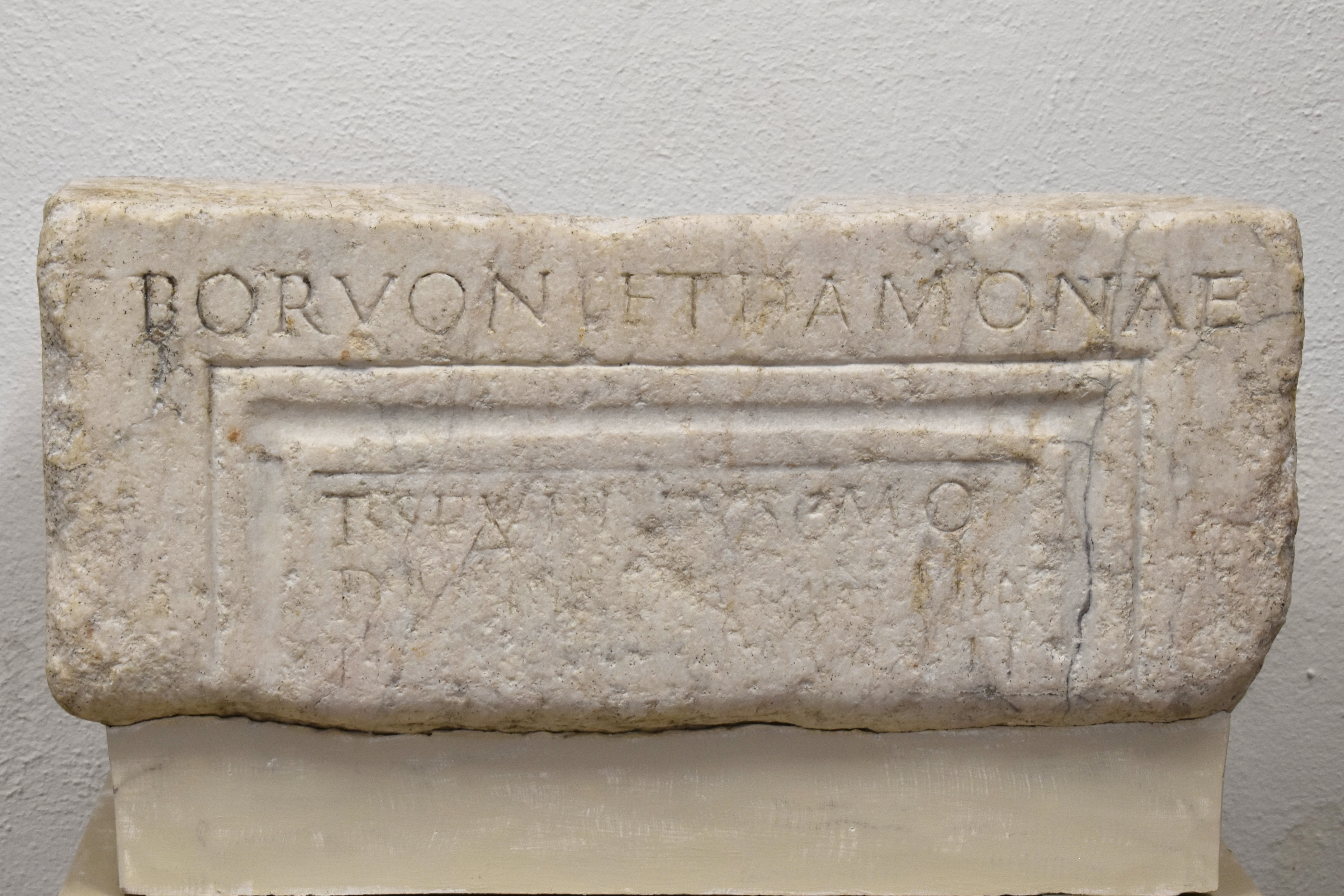
Dédicace à Borvo et Damona, les divinités tutélaires du sanctuaire de source antique de Bourbon-Lancy (Autun, musée Rolin).

Bourbon-Lancy est surtout connue depuis l’Antiquité pour ses eaux thermales qui, des Romains aux curistes du XXIe siècle, soignent les rhumatismes.
L'agglomération d'époque romaine, située sur le territoire du peuple des Éduens, semble s'être développée sous les règnes des empereurs Auguste et Tibère en périphérie d'un important sanctuaire des eaux dont les divinités tutélaires, Borvo / Apollon et Damona, sont connues par plusieurs inscriptions antiques trouvées dans la commune. Ce lieu de culte devait se trouver à proximité des thermes actuels, qui recouvrent les captages de source et les thermes romains, encore visibles au XVIIe siècle. Un important réseau de galeries antiques liées à l'évacuation des eaux est encore conservé sous le parc thermal. Le lieu de culte, ses sources d'eaux chaudes et son bois sacré sont décrits de manière allusive par un orateur éduen dans un discours d'invitation à l'empereur Constantin en 310.
Dans sa plus grande extension, l'agglomération d'époque romaine s'étendait des thermes aux environs de l'église Saint-Nazaire et au plan d'eau du Breuil. La ville figure sur la table de Peutinger sous le nom d'Acquis Bormonis. Outre les activités liées au sanctuaire, l'agglomération abritait des activités artisanales dont des ateliers de production de statuettes en terre cuite à l'emplacement du plan d'eau du Breuil.

### Moyen Âge et Renaissance
L'agglomération du haut Moyen Âge est documentée par la découverte de sarcophages à l'emplacement de l'ancienne église Saint-Martin et de monnaies des empereurs byzantins Zénon et Justinien. Elle abrite alors un atelier monétaire qui frappe des monnaies à la légende BORBON CAS(TRUM).
Sur l'éperon surplombant les thermes, on bâtit durant le Moyen Âge un château fort orné de sept tours. La ville compte comme patrimoine médiéval un beffroi (qui auparavant était garni d'un pont-levis et d'une grille), le vieux quartier et un rempart, ainsi qu'une église (église Saint-Nazaire, datant du Xe siècle et remaniée au XIIe siècle) du roman primitif, qui lui vaut d'être membre des sites clunisiens. Elle a été le « bailliage le plus occidental de la Bourgogne ».
Bourbon-Lancy constituait une baronnie. Au XIIIe siècle, les seigneuries de Bourbon-Lancy et d'Uchon étaient aux Semur de Luzy puis aux Châteauvillain. Mais bien auparavant, depuis le XIe siècle au moins, une famille de Bourbon dominait la région de l'Arroux en Autunois, comme l'a montré l'historien Jean Richard,, dont les membres se nommaient notamment Ancéis (Ansei, Anséide, Ansedeus), et Bourbon l'Ancéis s'est transformé en Bourbon-Lancy. Cette famille a donné de nombreux rameaux à la généalogie compliquée : les Montperroux, les Clessy (cf. la postérité naturelle du duc Louis) etc. Il est plausible que par des mariages Bourbon-Lancy soit passé aux Semur, puis aux Châteauvillain.
- Jean Ier de Châteauvillain († 1313 ; fils de Simon Ier de Broyes-Châteauvillain) possédait Luzy, ainsi que Thil-sur-Arroux, Uchon, Bourbon-Lancy et Semur (terres qu'il engage un moment au duc Robert en 1282)[36]. Son fils cadet Guy/Guyot de Châteauvillain-Luzy († 1288), transmet Luzy et Semur à son fils Jean († 1339), alors qu'Uchon et Bourbon passent à sa fille Marie († ap. 1335), qui épouse en 1311 Guillaume II de Mello (né vers 1280/1285-† v. 1326), seigneur d'Époisses et de Givry.
- Les Mello[37] vont tenir Uchon et Bourbon jusqu'à la fin du XIVe siècle : Guillaume II de Mello d'Epoisses (il était le fils de Guillaume Ier de Mello d'Epoisses - † vers 1283/1285 ; arrière-petit-fils du connétable Dreu IV et petit-neveu de Dreu V de Mello - et d'Agnès de Saint-Vérain) et sa femme Marie de Châteauvillain-Luzy les transmettent à leur dernier fils Guy de Mello († v. 1370) puis à une fille de ce dernier, Marie de Mello, femme de Guillaume de La Trémoïlle († v. 1397 ; maréchal de Bourgogne, oncle de Georges).
  - Les La Trémoïlle[38] — comtes de Joigny et sires d'Antigny à la génération suivante car Guy de La Trémoïlle († av. 1438), le fils de Guillaume et Marie de Mello, marie Marguerite de Noyers, héritière de Joigny et d'Antigny — assument Uchon et Bourbon avec Louis de La Trémoïlle († sans postérité vers 1467 ; fils de Guy et Marguerite), puis sont continués à Bourbon par les Vergy d'Autrey[39] (car une sœur de Louis, Claude de La Trémoïlle († v. 1438/1440), dame d'Antigny et de Bourbon-Lancy — alors qu'Uchon passe à leur sœur aînée Jeanne de La Trémoïlle, comtesse de Joigny — épouse en 1434 Charles de Vergy d'Autrey, † 1467), les Vergy de Champvans (car la petite-fille de Claude et Charles de Vergy, Marguerite de Vergy d'Autrey († 1472), fille de leur fils Antoine de Vergy († v. 1458), marie en 1469 sans postérité son cousin Guillaume IV de Vergy-Champvans et Champlitte, † v. 1520), enfin par les Talmay :
  - car Guillemette de Vergy d'Autrey (v. 1440-1504), sœur d'Antoine et tante de Marguerite de Vergy ci-dessus, dame de Frôlois et d'Antigny, héritière de Bourbon-Lancy en 1472, épouse 1° 1451 Guillaume de Pontailler-Talmay (d'où la suite d'Antigny), puis 2° 1476 Claude de Toulongeon de La Bastie (-sur-Cerdon) († v. 1503 ; fidèle du Téméraire puis de Marie et Maximilien, chevalier de la Toison d'Or en 1482, sire de Sennecey en 1483 ; fils d'Antoine (1385-1432) qui fut sire de Buxy, La Bastie, Montrichard, Traves, St-Aubin, maréchal de Bourgogne, chevalier de la Toison d'Or en 1430).
  - Mais la baronnie de Bourbon-Lancy est alors vendue à Anne de Beaujeu (1461-1522 ; duchesse de Bourbon et d'Auvergne, dame de Beaujeu, fille de Louis XI et sœur de Charles VIII). Après la chute de son gendre le connétable-duc Charles de Bourbon (1490-1527), les duchés de Bourbon et d'Auvergne passent à Louise de Savoie (1476-1531 ; mère du roi François) vers 1527/1528, puis sont rattachés à la Couronne en 1531 par François Ier (comme le duché de Bourgogne, dès 1477, par Louis XI), et Bourbon-Lancy l'est aussi.
- Gilbert-Charles Le Gendre (1688-1746), 1er marquis de St-Aubin en 1718 sous la Régence (un fief que son père Charles Le Gendre († 1702) avait acheté en 1652), acquiert aussi la terre de Bourbon-Lancy cette même année 1718 par aliénation de la Couronne à son profit. Bourbon suit désormais le sort féodal de St-Aubin : 
  - achat par les du Crest en 1752 (Pierre-César du Crest (1711-1763), père de Mme de Genlis) ; par Charles-Guillaume Le Normant d'Étiolles (1717-1799 ; mari de la marquise de Pompadour) en 1757 jusqu'en 1770 (puis retour à la Couronne : Louis XV) ; enfin par Charles-Jean-Baptiste des Gallois de La Tour (1715-1802 ; arrière-petit-fils de Charles Le Gendre († 1702) ci-dessus)[40] en 1771. Marquis de St-Aubin et vicomte de Gléné, sire de la Tour (-Chalabran), Chezelles et Dompierre, premier président du Parlement de Provence et intendant de la généralité d'Aix, Charles-Jean-Baptiste des Gallois sera ainsi le dernier seigneur de Bourbon-Lancy, abordant la Révolution en position fort délicate à Marseille.

En 1580, Henri III envoie son premier médecin, Miron, son premier architecte, Androuet du Cerceau, et son contrôleur des bâtiments, Donon, à Bourbon-Lancy pour remettre en état les bains et préparer le séjour de la reine, Louise de Lorraine, atteinte de stérilité. Il leur faut très vite « remettre aucunement l'ancienne commodité des bains accablés et confondus dans leurs ruines, destoupper les canaux, tant des fontaines que de la vuidange desdicts Bains, où déjà la longueur du temps avoit ensevely le nom avec la forme de la chose ». Louise de Lorraine y séjourne d’août à novembre 1580. Elle y revient en 1582 et 1583 pour tenter, en vain, de devenir enceinte.

### Période moderne
En 1622, la commune accueille des membres des frères mineurs capucins ; le 10 mars 1658, elle les dote d'une aide de 40 livres, « attendu qu'ils sont grand nombre de religieux et que les aumônes qui leur sont données par les habitants de cette ville ne sont pas suffisantes pour les faire subsister, et que journellement ils rendent de signalés services aux dits habitants ».

### Période contemporaine
Bourbon-Lancy est chef-lieu de district de 1790 à 1795. En 1793, à l'instar de quelque cent cinquante autres communes de Saône-et-Loire, change de nom et devient provisoirement Bellevue-les-Bains, avant de reprendre son nom dès 1795.
Au XIXe siècle, le marquis Étienne Jean François d'Aligre fait bâtir un hôpital, par philanthropie, déboursant quatre millions de francs or ; une statue du marquis et de son épouse, ainsi que des armoiries dispersées rappellent leur don. En juin 1904, des inondations submergent en partie la ville.

## Politique et administration

### Tendances politiques et résultats

#### Élections municipales de 2020

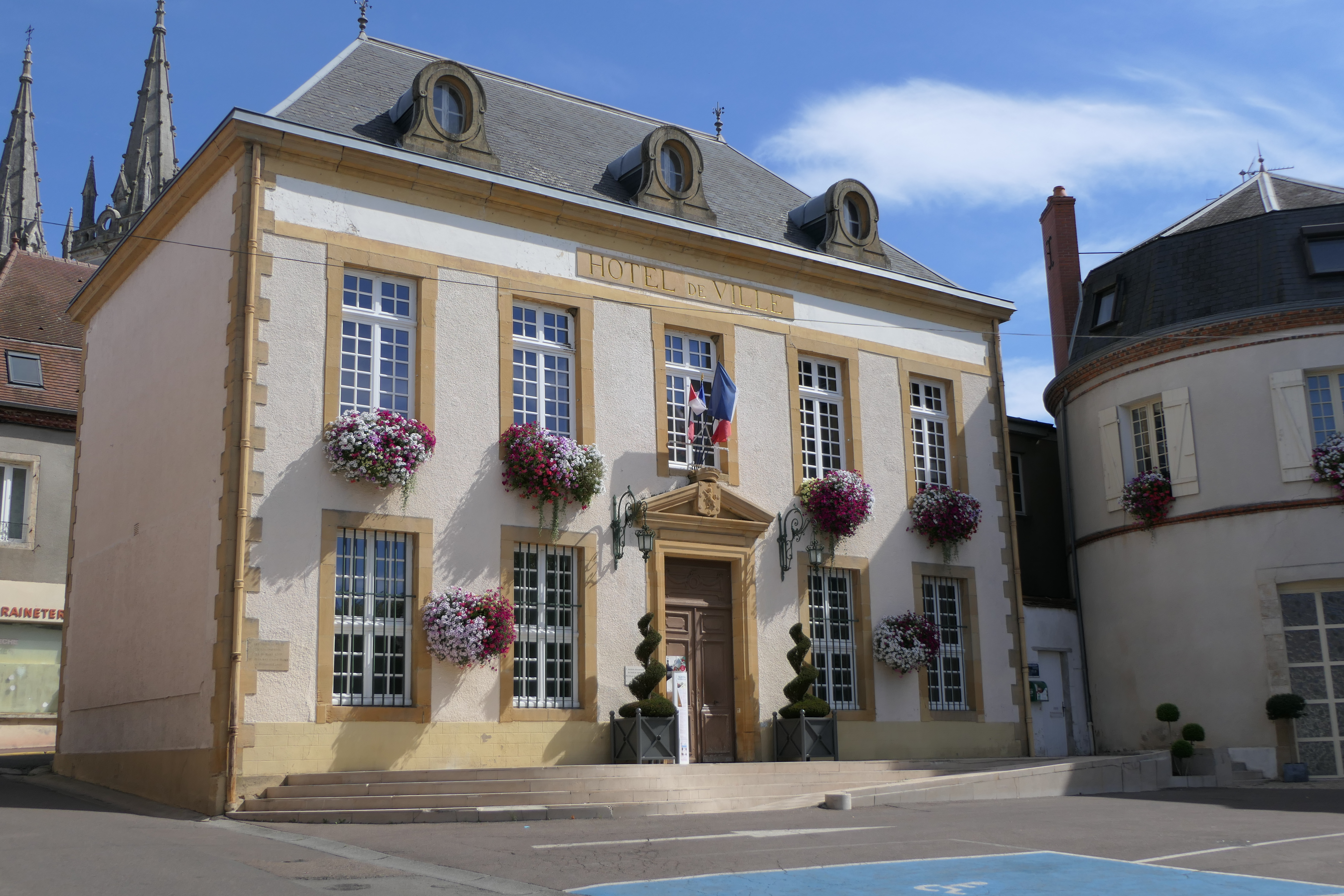
L'hôtel de ville.

Lors des élections municipales des 23 et 30 mars 2014, trois listes étaient candidates : la liste du Parti socialiste conduite par le maire sortant, une liste divers gauche et une liste divers droite. La liste PS a été largement battue (ne recueillant que 31 % des suffrages exprimés) par la liste divers gauche (46 % des suffrages exprimés), la liste divers droite recueillant 21 %.

### Listes des maires
| Période                                  | Période                    | Identité          | Étiquette    | Qualité |
| ---------------------------------------- | -------------------------- | ----------------- | ------------ | --- |
| 1841                                     | 1850                       | Lazare Compin     |              | Propriétaire et banquier |
| Les données manquantes sont à compléter. |                            |                   |              | |
| 1850                                     | juillet 1856               | Lazare Compin     |              | Propriétaire et banquier |
| juillet 1856                             | août 1865                  | Louis Pinot       |              | Médecin Conseiller général du canton de Bourbon-Lancy (1855 → 1870) |
| septembre 1870                           | août 1871                  | Louis Sarrien     |              | Président de la commission municipale provisoire puis maire en mai 1871 |
| octobre 1871                             |                            | Ferdinand Sarrien |              | Fils du précédent |
| Les données manquantes sont à compléter. |                            |                   |              | |
| 1912                                     | mars 1934                  | Gabriel Pain      |              | Médecin |
| mars 1934                                | 1940[réf. nécessaire]      | Henry Turlier     |              | Directeur commercial Sénateur de Saône-et-Loire (1935 → 1944) Conseiller général du canton de Bourbon-Lancy (1935 → 1940) |
| Les données manquantes sont à compléter. |                            |                   |              | |
| mars 1959                                | mars 1977                  | Marc Gouthéraut   | SFIO puis PS | Assureur Conseiller général du canton de Bourbon-Lancy (1945 → 1976) |
| mars 1977                                | mars 2001                  | Roger Luquet      | PS           | Enseignant Conseiller général du canton de Bourbon-Lancy (1976 → 1994) |
| mars 2001                                | 5 avril 2014               | Jean-Paul Drapier | PS           | Professeur d'histoire Conseiller général du canton de Bourbon-Lancy (2008 → 2015) |
| 5 avril 2014                             | En cours (au 5 avril 2014) | Édith Gueugneau   | DVG          | Préparatrice en pharmacie Députée de la 2e circonscription de Saône-et-Loire (2012 → 2017) Conseillère régionale de Bourgogne (2004 → 2012) Vice-présidente du conseil régional de Bourgogne (2010 → 2012) Présidente de la CC Entre Arroux, Loire et Somme (2017 → ) |
| Les données manquantes sont à compléter. |                            |                   |              | |

### Jumelages
Bourbon-Lancy figure parmi les quinze premières communes de Saône-et-Loire à avoir établi – puis officialisé – des liens d'amitié avec une localité étrangère.
À ce jour, la ville est jumelée avec :
- Sarrevailingue (Allemagne) ;
- Stochov (Tchéquie) ;
- Inékar (Mali).

## Population et société

### Démographie
L'évolution du nombre d'habitants est connue à travers les recensements de la population effectués dans la commune depuis 1793. Pour les communes de moins de 10 000 habitants, une enquête de recensement portant sur toute la population est réalisée tous les cinq ans, les populations de référence des années intermédiaires étant quant à elles estimées par interpolation ou extrapolation. Pour la commune, le premier recensement exhaustif entrant dans le cadre du nouveau dispositif a été réalisé en 2004.

En 2022, la commune comptait 4 656 habitants, en évolution de −7,51 % par rapport à 2016 (Saône-et-Loire : −1,06 %, France hors Mayotte : +2,11 %).
| 1793  | 1800  | 1806  | 1821  | 1831  | 1836  | 1841  | 1846  | 1851  |
| ----- | ----- | ----- | ----- | ----- | ----- | ----- | ----- | ----- |
| 2 623 | 2 802 | 2 526 | 2 400 | 2 292 | 2 814 | 2 879 | 3 003 | 3 160 |

| 1856  | 1861  | 1866  | 1872  | 1876  | 1881  | 1886  | 1891  | 1896  |
| ----- | ----- | ----- | ----- | ----- | ----- | ----- | ----- | ----- |
| 3 207 | 3 292 | 3 222 | 3 203 | 3 228 | 3 700 | 3 811 | 3 881 | 4 162 |

| 1901  | 1906  | 1911  | 1921  | 1926  | 1931  | 1936  | 1946  | 1954  |
| ----- | ----- | ----- | ----- | ----- | ----- | ----- | ----- | ----- |
| 4 158 | 4 266 | 4 469 | 4 208 | 4 843 | 4 540 | 4 595 | 4 559 | 4 846 |

| 1962  | 1968  | 1975  | 1982  | 1990  | 1999  | 2004  | 2006  | 2009  |
| ----- | ----- | ----- | ----- | ----- | ----- | ----- | ----- | ----- |
| 6 171 | 6 263 | 6 640 | 6 507 | 6 178 | 5 634 | 5 502 | 5 466 | 5 275 |

| 2014  | 2019  | 2022  | - | - | - | - | - | - |
| ----- | ----- | ----- | - | - | - | - | - | - |
| 5 069 | 4 713 | 4 656 | - | - | - | - | - | - |

### Sports
La ville compte un club de football (USB Bourbon-Lancy), un club de basket (Bourbon Basket), un club de judo (ASFPT Judo Bourbon-Lancy), un club de rugby (US Bourbon-Lancy) et un club de volley.

### Média

#### Radio
La ville reçoit principalement les radios locales provenant de Dompierre-sur-Besbre et Diou (Fusion FM 91.3 - 95.9 et RFM 103.8) et les stations publiques de l'émetteur du Puy-de-Dôme et du Haut-Folin.
D'autres stations sont reçues de façon variable depuis Moulins, Vichy, Charolles, etc.

#### Télévision
La TNT est recevable depuis les émetteurs du Puy-de-Dôme et du Haut-Folin.

#### Presse
Le quotidien régional est Le Journal de Saône-et-Loire, d'autres sont également diffusés comme La Montagne (Moulins) et Le Journal du Centre (Decize).
En hebdomadaire, c'est La Renaissance (Paray-le-Monial) qui paraît chaque semaine, et jusqu'en juillet 2022, il y avait Les Nouvelles de Saône et Loire, journal local qui a cessé sa diffusion après 74 années de diffusion (soit 3528 numéros) ; il était imprimé par les imprimeries Sotty à Bourbon-Lancy.
En presse gratuite, jusqu'au printemps 2023 il y avait Bourbon Com, dépliant publicitaire des commerçants locaux devenu une application numérique et, depuis l'été 2023, il y a ICI Annonces, dépliant gratuit de petites annonces qui paraît mensuellement.

### Culte
Bourbon-Lancy est le siège de la paroisse Saint-Jean-l’Évangéliste, qui regroupe dix villages : Bourbon-Lancy, Chalmoux, Cressy-sur-Somme, Cronat, Gilly-sur-Loire, Lesme, Maltat, Mont-les-Bourbon, Saint-Aubin-sur-Loire et Vitry-sur-Loire.

## Économie
Site industriel implanté à Bourbon-Lancy depuis 1874, l’usine FPT - Fiat Powertrain Technologies - (ex-Iveco-Unic) est le premier employeur privé de Bourgogne, avec un effectif de plus de 1 600 personnes. L’établissement produit des moteurs d’une puissance de 240 à 700 chevaux. Ces moteurs équipent principalement les véhicules du groupe Fiat : Iveco, Irisbus, CNH, etc. Le site, fondé en 1874, était alors la manufacture des machines agricoles Puzenat. L'activité évolue dans les années 1960 avec la fabrication des tracteurs Someca. À la création d'Iveco (Groupe Fiat) en 1975, l'établissement s'est spécialisé dans la fabrication des moteurs diesels. Il produit également des moteurs GNV, dont le plus puissant moteur au monde, d'une puissance de 460 chevaux. L'usine de Bourbon-Lancy est également un site pilote pour le groupe Fiat.
La commune compte également plusieurs PME : « La Fromagerie Terre D'or », « Les Parfums Jardin de France », etc.
Le slogan touristique qui accompagne le logotype de la ville est : « Bourbon-Lancy, le plein de vie ».

## Culture locale et patrimoine

### Lieux et monuments
- Le Vieux Quartier.
- Le château du Vignault.
- La glacière du Fourneau.

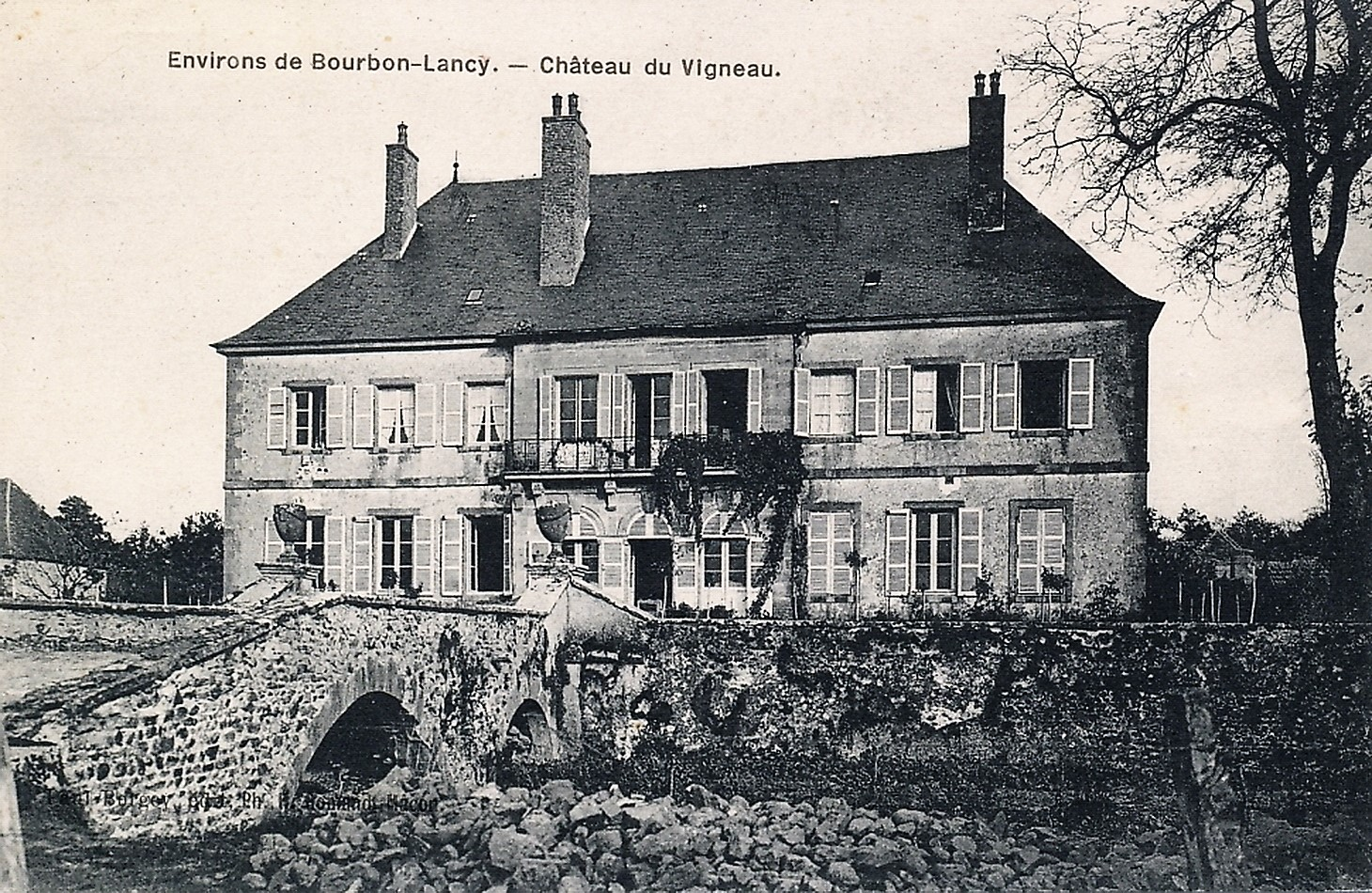
Château du Vignault.

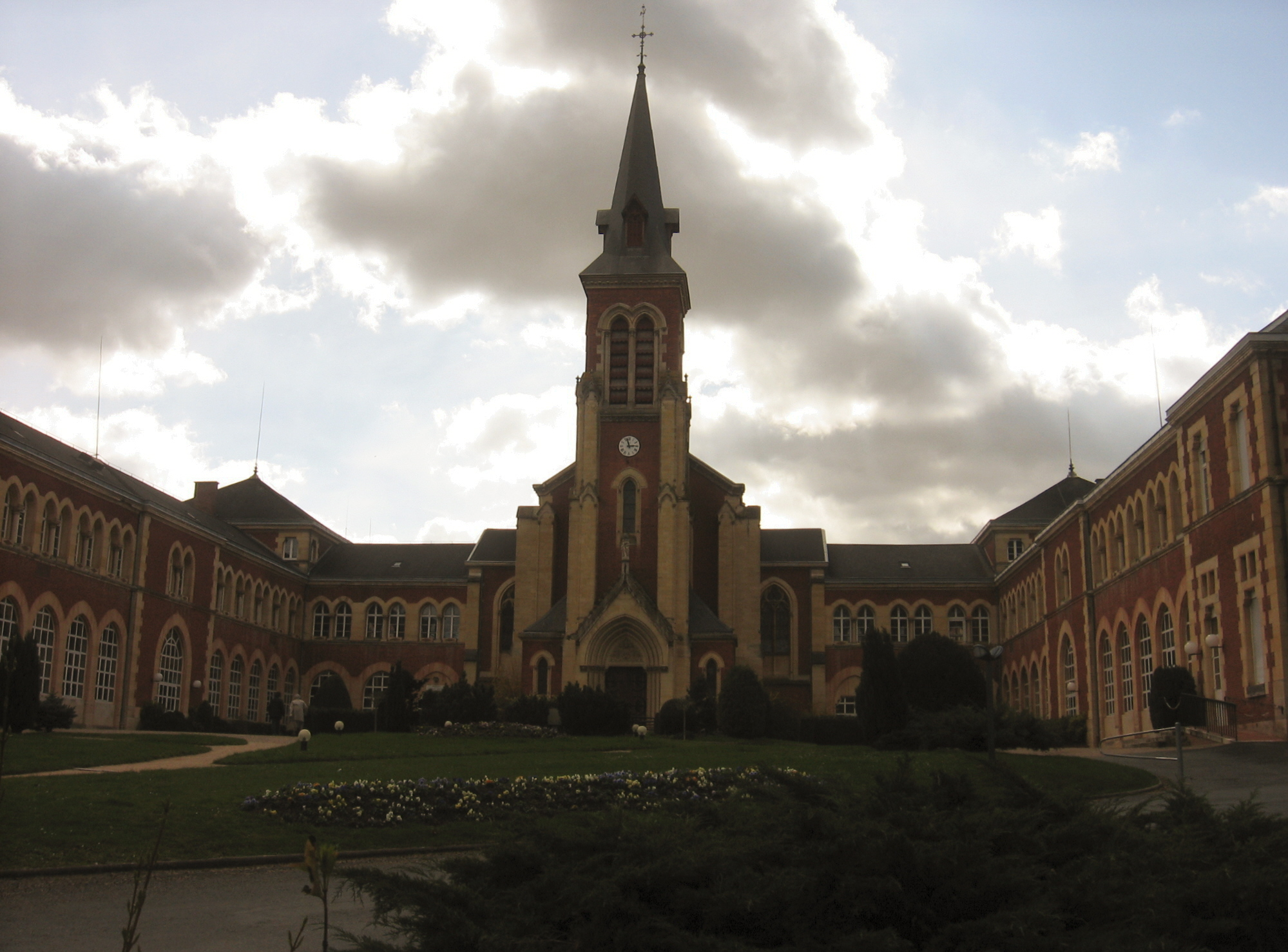
Hôpital de Bourbon-Lancy.

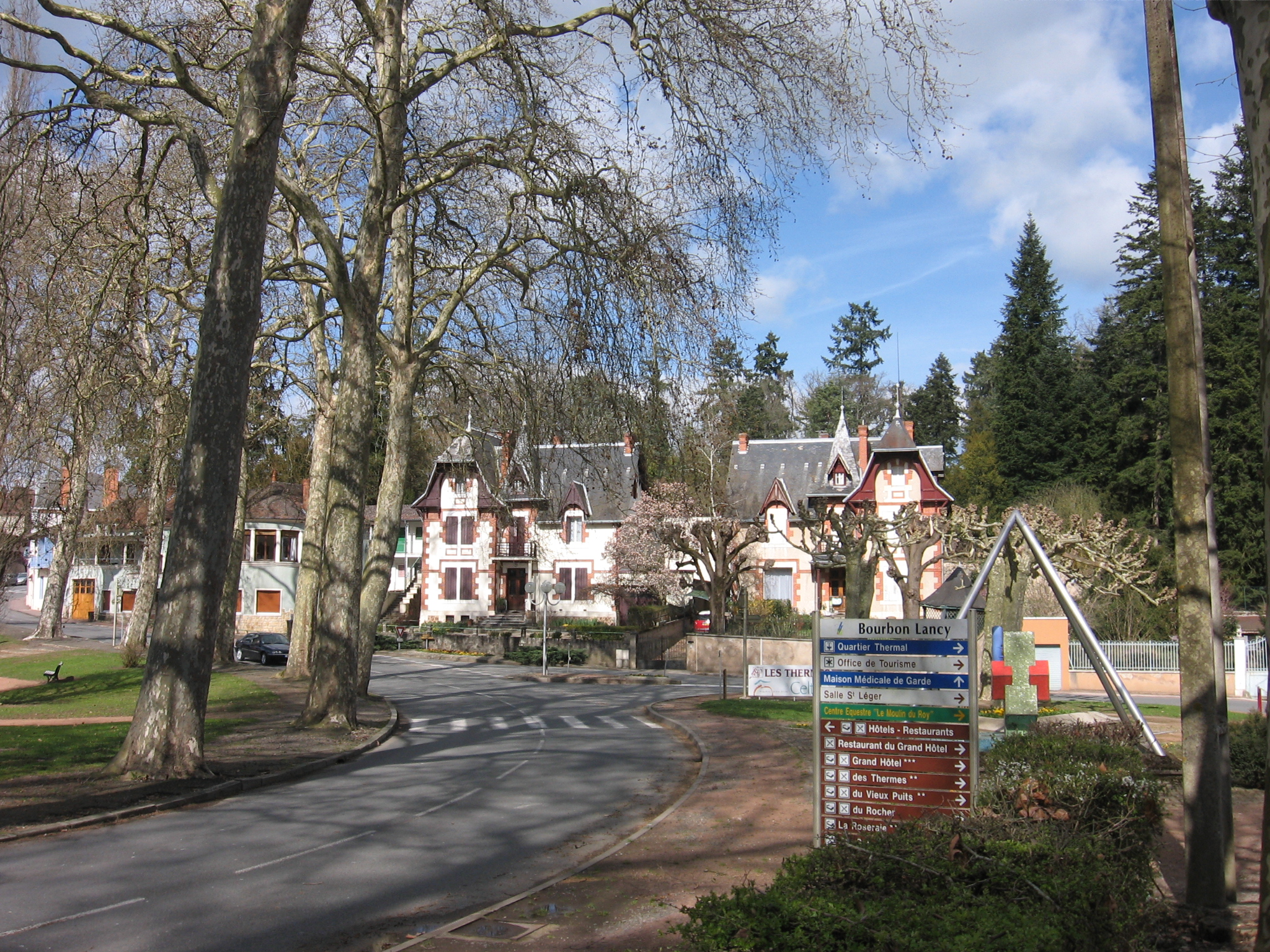
Entrée de la ville.

- Le château Puzenat (XVIIIe siècle), occupé par le Centre de l’enfance.
- Le château Sarrien (XVIIIe siècle, construit par le baron Dormy de Neuvy), occupé par le Centre d’animation sociale et culturelle[58].
- Trois églises (église Saint-Nazaire, église du Sacré-Cœur, chapelle de Saint-Denis).
- L'hôpital d'Aligre, qui se dota tout à la fin du XIXe siècle de ses propres thermes, petit bijou d'architecture dû à l'architecte François Dulac[59].
- La fontaine du Vieux Bourbon.
- La porte de l'Éperon, les remparts.
- L'hôtel de ville, édifié d'après des plans dessinés par Émiland Gauthey[60]. Bâti en 1783, il fait partie des quatre hôtels de ville hérités de l'Ancien Régime en Saône-et-Loire[61].
- Un monument à la guerre de 1870 et un autre à la Première Guerre mondiale.
- Le pont du Fourneau franchit la Loire par la RD 973 en direction de Beaulon dans le département de l'Allier.
- Le Grand Hôtel.
- Le moulin Ragon (« Petit Robinson »).

Sur le territoire de la commune se trouve le Petit Fleury, site naturel ayant obtenu en juillet 2024 le « label ENS 71 » délivré par le département de Saône-et-Loire et ayant été peu après lauréat du programme « Patrimoine naturel et biodiversité » de la Fondation du Patrimoine (ce qui a permis la mise en place d'un sentier d'interprétation).

#### Lieux disparus
- Hippodrome de Sornat (1896-1974)[64].

### Musées
- Musée du Breuil (archéologique).
- Musée municipal Saint-Nazaire.
- Musée de la machine agricole.
- Musée des métiers du bois.

### Espaces verts
Bourbon-Lancy est classée ville fleurie, elle possède trois « fleurs ».

### Personnalités liées à la commune
- Charles Jean-Baptiste des Gallois de La Tour (1715-1802).
- Jean-Marie Repoux (1743 à Bourbon-Lancy-1832 à Autun), homme politique, député du tiers état aux états généraux de 1789.
- Claude Rameau (1876-1955), « peintre de la Loire », est né dans la commune[65]. Il est le conservateur du musée de Saint-Nazaire de 1911 à 1929[66].
- Ferdinand Sarrien, maire de Bourbon-Lancy, député, sénateur, ministre et président du Conseil. Il a donné son nom au château Sarrien.
- Michel Laurent, coureur cycliste (1974-1984).
- Bernard Depierre (1945-), homme politique.
- Édith Gueugneau, députée de la 2e circonscription de Saône-et-Loire (2012-2017) et maire de Bourbon-Lancy (2014-).

#### Coutumiers des bains
- Madame de Sévigné, écrivaine. La maison où elle résidait existe encore dans le vieux Bourbon, quartier de l’horloge.
- Catherine de Médicis, reine de France[67].
- Paul Bourget, écrivain.

### Héraldique
| Blason de Bourbon-Lancy | Blason  | D'azur au lion d'or accompagné de huit coquilles du même rangées en orle.                               |
| Blason de Bourbon-Lancy | Détails | Armes des premiers seigneurs de Bourbon-l'Archambault. Le statut officiel du blason reste à déterminer. |

Brian Timms mentionne l’existence d’une variante blasonnée ainsi : « d’or au lion de gueules, à l’orle de huit coquilles d’azur » qui, selon lui, aurait été mentionnée pour la première fois dans un document en 1631. Ces armes, qui étaient celles des seigneurs de Bourbon (-l'Archambault) de la famille de Dampierre (1196-1296), auraient pu être octroyées à la ville par Eudes de Bourgogne (1230-1269), comte de Nevers, d’Auxerre et de Tonnerre, duc héritier de Bourgogne, époux à partir de 1248 de Mathilde II de Bourbon (v. 1234-1262), dame de Bourbon.

## Pour approfondir